# Indian Arm
Indian Arm est un bras de mer aux parois abrupts (un fjord), situé en Colombie-Britannique au Canada, à proximité de la ville de Vancouver.

## Description
Globalement orienté dans le sens nord-sud, Indian Arm est long d'une vingtaine de kilomètres et débouche au sud dans la partie est de la baie Burrard dont il constitue une extension.
La plus grande partie de Indian Arm est inaccessible par la route ce qui lui a permis de garder le caractère vierge et sauvage qui a fait sa réputation touristique. Les seules zones habitées le long des rives d'Indian Arm, sont situées à son extrémité sud, à proximité de l'embouchure dans la baie Burrard.  À cet endroit, la rive ouest abrite la localité touristique de Deep Cove, au bord de la baie du même nom, tandis que la rive est abrite la localité de Belcarra. La plus grande île située dans le fjord est Croker Island, à proximité de son extrémité nord. Les autres îles sont situées dans la partie sud, il s'agit des Twin Islands et de Racoon Island.

## Zone protégée
Les rives d'Indian Arm sont recouvertes par une zone protégée de 6 826 hectares, dénommée Indian Arm Provincial Park ou Say Nuth Khaw Yum Heritage Park, qui abrite des forêts primaires, des lacs alpins, une chute de 50 mètres de haut (Granite Falls), un important cône de déjection, de nombreux torrents, ainsi que l'estuaire de l'Indian River à l'extrémité nord. Le parc est géré conjointement par BC Parks et la nation indienne Tsleil-Waututh depuis 1998.

## Arrivée des européens
Les premiers européens à naviguer dans Indian Arm sont, en 1792, les équipages des goëlettes espagnoles Sútil et Mexicana, respectivement commandés par Dionisio Alcalá Galiano et Cayetano Valdés y Flores, qui faisaient partie de l'expédition Malaspina.

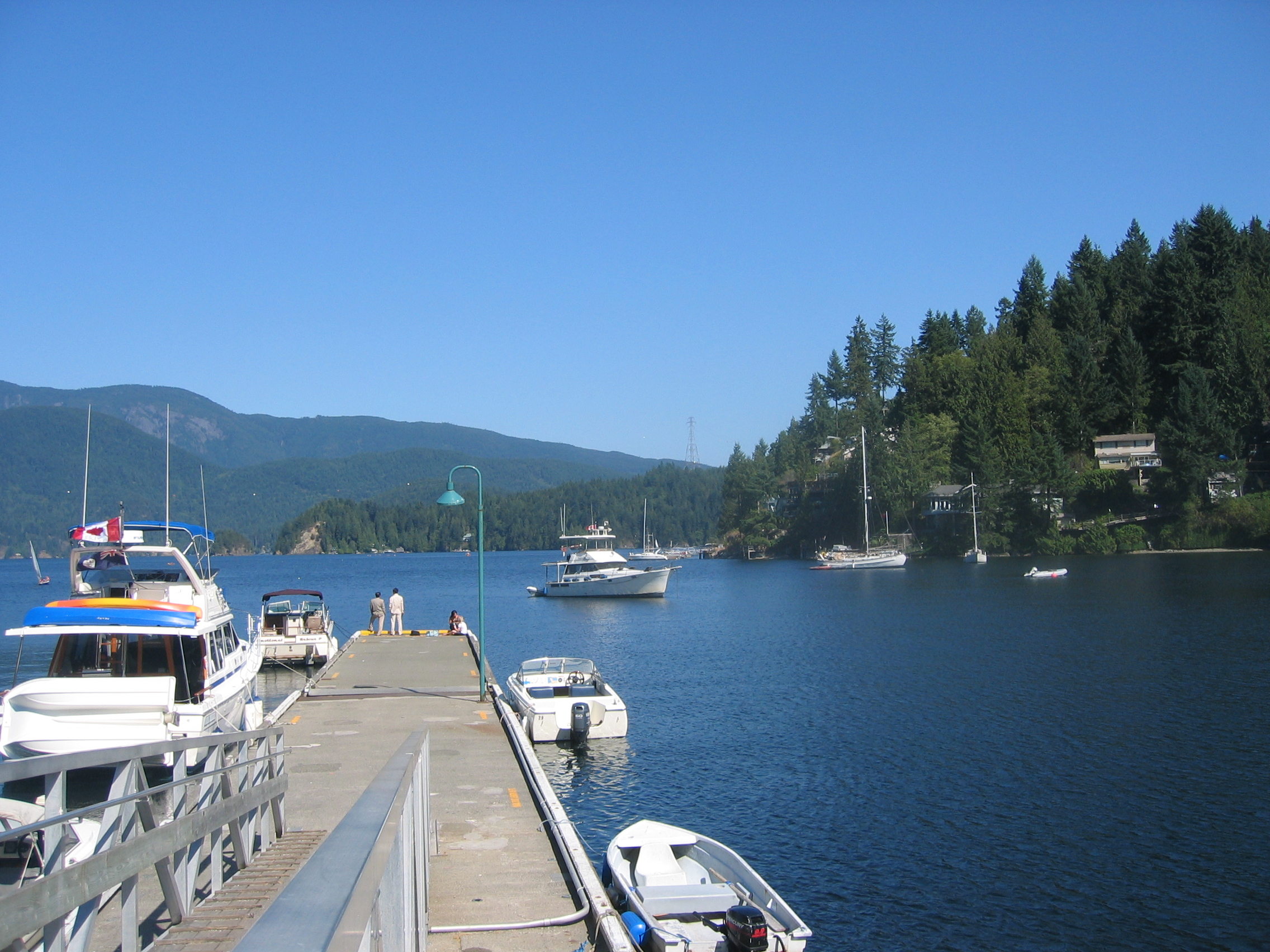
Deep Cove